# Pargesa Holding
Die Pargesa Holding SA mit Sitz in Genf ist eine 1981 von Albert Frère gegründete Schweizer Beteiligungsgesellschaft. Sie dient als Dachgesellschaft der Pargesa-Gruppe, welche über ihre Beteiligungen in verschiedenen Bereichen der Industrie und im Dienstleistungssektor tätig ist. Das an der SWX Swiss Exchange kotierte Unternehmen konzentriert sich auf eine kleine Anzahl schwergewichtiger Beteiligungen.
Aufgrund einer 1990 getroffenen Vereinbarung kontrollieren Power Financial Corporation und Frère-Bourgeois/Compagnie Nationale à Portefeuille die Pargesa Holding SA gemeinsam über die niederländische Holding-Gesellschaft Parjointco NV mit einem Anteil von 50,1 Prozent des Kapitals bzw. 62,9 Prozent der Stimmen. Weitere 14,6 Prozent des Kapitals bzw. 19,8 Prozent der Stimmen werden von der BNP Paribas SA gehalten.

## Beteiligungen
Pargesa hält mit einem Kapitalanteil von 49,2 Prozent bzw. einem Stimmenanteil von 50,9 Prozent seit 1982 die direkte Kontrolle der belgischen Groupe Bruxelles Lambert (GBL). Zudem hält sie direkt und indirekt über die GBL mit 54,1 Prozent des Kapitals bzw. 69,9 Prozent der Stimmrechte die Mehrheitsbeteiligung an Imerys, dem weltweit führenden Konzern in der Aufbereitung von Mineralien. Des Weiteren hält Pargesa über die GBL wichtige Beteiligungen am französischen Suez-Konzern (9,4 Prozent), am französischen Erdölkonzern Total (3,4 Prozent), am weltweit führenden Baustoffhersteller Lafarge (19,7 Prozent) sowie am französischen Wein- und Spirituosen-Hersteller Pernod Ricard (6,3 Prozent).
Die indirekt über die GBL gehaltene Beteiligung von 25,1 Prozent am deutschen Medienkonzern Bertelsmann wurde im Juli 2006 veräussert.

## Pargesa Gruppe
Die Pargesa Gruppe umfasst die beiden Segmente Holdings und Imerys.
Das Segment Holdings umfasst Pargesa und GBL sowie die hundertprozentigen Tochtergesellschaften beider Unternehmen. Hauptgeschäftszweck der im Segment Holdings zusammengefassten Unternehmen ist die Verwaltung von Beteiligungen.
Das Geschäftssegment Imerys umfasst die Imerys-Gruppe mit ihren drei Geschäftssparten Performancemineralien und Pigmente, Baumaterialien und monolithische Produkte sowie Feuerfest-, Schleif- und Filtermineralien.
Auf konsolidierter Basis belief sich der Betriebsertrag der Pargesa Gruppe, der den Umsatz von Imerys beinhaltet, im Jahr 2007 auf 5,695 Milliarden Schweizer Franken.